# Souvigné-sur-Même
Souvigné-sur-Même ist eine französische Gemeinde mit 160 Einwohnern (Stand 1. Januar 2022) im Arrondissement Mamers im Département Sarthe in der Region Pays de la Loire. Souvigné-sur-Même gehört zum Kanton La Ferté-Bernard und zum Gemeindeverband Communauté de communes du Pays de l’Huisne Sarthoise. Die Einwohner werden Souvignéens genannt.

## Geographie
Souvigné-sur-Même liegt etwa 40 Kilometer nordöstlich von Le Mans. Umgeben wird Souvigné-sur-Même von den Nachbargemeinden Saint-Germain-de-la-Coudre im Norden und Nordwesten, Avezé im Norden und Osten, Cherré-Au mit Cherreau im Osten und Südosten, La Ferté-Bernard im Süden sowie Préval im Westen und Nordwesten.

## Bevölkerungsentwicklung
| 1962                      | 1968 | 1975 | 1982 | 1990 | 1999 | 2006 | 2013 |
| ------------------------- | ---- | ---- | ---- | ---- | ---- | ---- | ---- |
| 165                       | 157  | 141  | 149  | 180  | 167  | 176  | 183  |
| Quelle: Cassini und INSEE |      |      |      |      |      |      |      |

## Sehenswürdigkeiten
- Kirche Saint-Martin aus dem 13. Jahrhundert mit Umbauten aus dem 16. Jahrhundert, seit 2004 Monument historique